# Cincinnati (Iowa)
Cincinnati és una població dels Estats Units a l'estat d'Iowa. Segons el cens del 2000 tenia 428 habitants.

## Demografia
Segons el cens del 2000, Cincinnati tenia 428 habitants, 180 habitatges, i 113 famílies. La densitat de població era de 95 habitants per km².
Dels 180 habitatges en un 30,6% hi vivien nens de menys de 18 anys, en un 46,7% hi vivien parelles casades, en un 11,1% dones solteres, i en un 37,2% no eren unitats familiars. En el 31,7% dels habitatges hi vivien persones soles el 18,9% de les quals corresponia a persones de 65 anys o més que vivien soles. El nombre mitjà de persones vivint en cada habitatge era de 2,38 i el nombre mitjà de persones que vivien en cada família era de 3,03.
Per edats la població es repartia de la següent manera: un 25% tenia menys de 18 anys, un 7,9% entre 18 i 24, un 26,4% entre 25 i 44, un 21,3% de 45 a 60 i un 19,4% 65 anys o més.
L'edat mitjana era de 38 anys. Per cada 100 dones de 18 o més anys hi havia 82,4 homes.
La renda mitjana per habitatge era de 26.641 $ i la renda mitjana per família de 28.250 $. Els homes tenien una renda mitjana de 25.556 $ mentre que les dones 19.904 $. La renda per capita de la població era de 12.489 $. Entorn de l'11% de les famílies i l'11,4% de la població estaven per davall del llindar de pobresa.

## Poblacions més properes
El següent diagrama mostra les poblacions més properes.